# Anelosimus
Anelosimus es un género de arañas de la familia Theridiidae.

## Especies
- Anelosimus agnar Agnarsson, 2006
- Anelosimus amelie Agnarsson, 2009
- Anelosimus analyticus (Chamberlin, 1924)
- Anelosimus andasibe Agnarsson & Kuntner, 2005
- Anelosimus arizona Agnarsson, 2006
- Anelosimus ata Agnarsson, Kuntner & Jencik, 2015
- Anelosimus baeza Agnarsson, 2006
- Anelosimus bali Agnarsson, 2012
- Anelosimus biglebowski Agnarsson, 2006
- Anelosimus buffoni Agnarsson, Kuntner & Jencik, 2015
- Anelosimus chickeringi Levi, 1956
- Anelosimus chonganicus Zhu, 1998
- Anelosimus crassipes (Bösenberg & Strand, 1906)
- Anelosimus darwini Agnarsson, Kuntner & Jencik, 2015
- Anelosimus decaryi (Fage, 1930)
- Anelosimus dialeucon (Simon, 1890)
- Anelosimus domingo Levi, 1963
- Anelosimus dubiosus (Keyserling, 1891)
- Anelosimus dubius (Tullgren, 1910)
- Anelosimus dude Agnarsson, 2006
- Anelosimus eidur Agnarsson, 2012
- Anelosimus elegans Agnarsson, 2006
- Anelosimus ethicus (Keyserling, 1884)
- Anelosimus exiguus Yoshida, 1986
- Anelosimus eximius (Keyserling, 1884)
- Anelosimus fraternus Bryant, 1948
- Anelosimus guacamayos Agnarsson, 2006
- Anelosimus hookeri Agnarsson, Kuntner & Jencik, 2015
- Anelosimus huxleyi Agnarsson, Veve & Kuntner, 2015
- Anelosimus inhandava Agnarsson, 2005
- Anelosimus iwawakiensis Yoshida, 1986
- Anelosimus jabaquara Levi, 1956
- Anelosimus jucundus (O. Pickard-Cambridge, 1896)
- Anelosimus kohi Yoshida, 1993
- Anelosimus lamarcki Agnarsson & Goh, 2015
- Anelosimus linda Agnarsson, 2006
- Anelosimus lorenzo Fowler & Levi, 1979
- Anelosimus luckyi Agnarsson, 2012
- Anelosimus may Agnarsson, 2005
- Anelosimus membranaceus Zhang, Liu & Zhang, 2011
- Anelosimus misiones Agnarsson, 2005
- Anelosimus monskenyensis Agnarsson, 2006
- Anelosimus moramora Agnarsson, Kuntner & Jencik, 2015
- Anelosimus nazariani Agnarsson & Kuntner, 2005
- Anelosimus nelsoni Agnarsson, 2006
- Anelosimus nigrescens (Keyserling, 1884)
- Anelosimus octavius Agnarsson, 2006
- Anelosimus oritoyacu Agnarsson, 2006
- Anelosimus pacificus Levi, 1956
- Anelosimus pantanal Agnarsson, 2006
- Anelosimus placens (Blackwall, 1877)
- Anelosimus pomio Agnarsson, 2012
- Anelosimus potmosbi Agnarsson, 2012
- Anelosimus pratchetti Agnarsson, 2012
- Anelosimus pulchellus (Walckenaer, 1802)
- Anelosimus puravida Agnarsson, 2006
- Anelosimus rabus Levi, 1963
- Anelosimus rupununi Levi, 1956
- Anelosimus sallee Agnarsson & Kuntner, 2005
- Anelosimus salut Agnarsson & Kuntner, 2005
- Anelosimus seximaculatus (Zhu, 1998)
- Anelosimus studiosus (Hentz, 1850)
- Anelosimus subcrassipes Zhang, Liu & Zhang, 2011
- Anelosimus sulawesi Agnarsson, 2006
- Anelosimus sumisolena Agnarsson, 2005
- Anelosimus taiwanicus Yoshida, 1986
- Anelosimus terraincognita Agnarsson, 2012
- Anelosimus tita Agnarsson, Kuntner & Jencik, 2015
- Anelosimus torfi Agnarsson, 2015
- Anelosimus tosus (Chamberlin, 1916)
- Anelosimus vierae Agnarsson, 2012
- Anelosimus vittatus (C. L. Koch, 1836)
- Anelosimus vondrona Agnarsson & Kuntner, 2005
- Anelosimus wallacei Agnarsson, Veve & Kuntner, 2015